# Wilma Elles

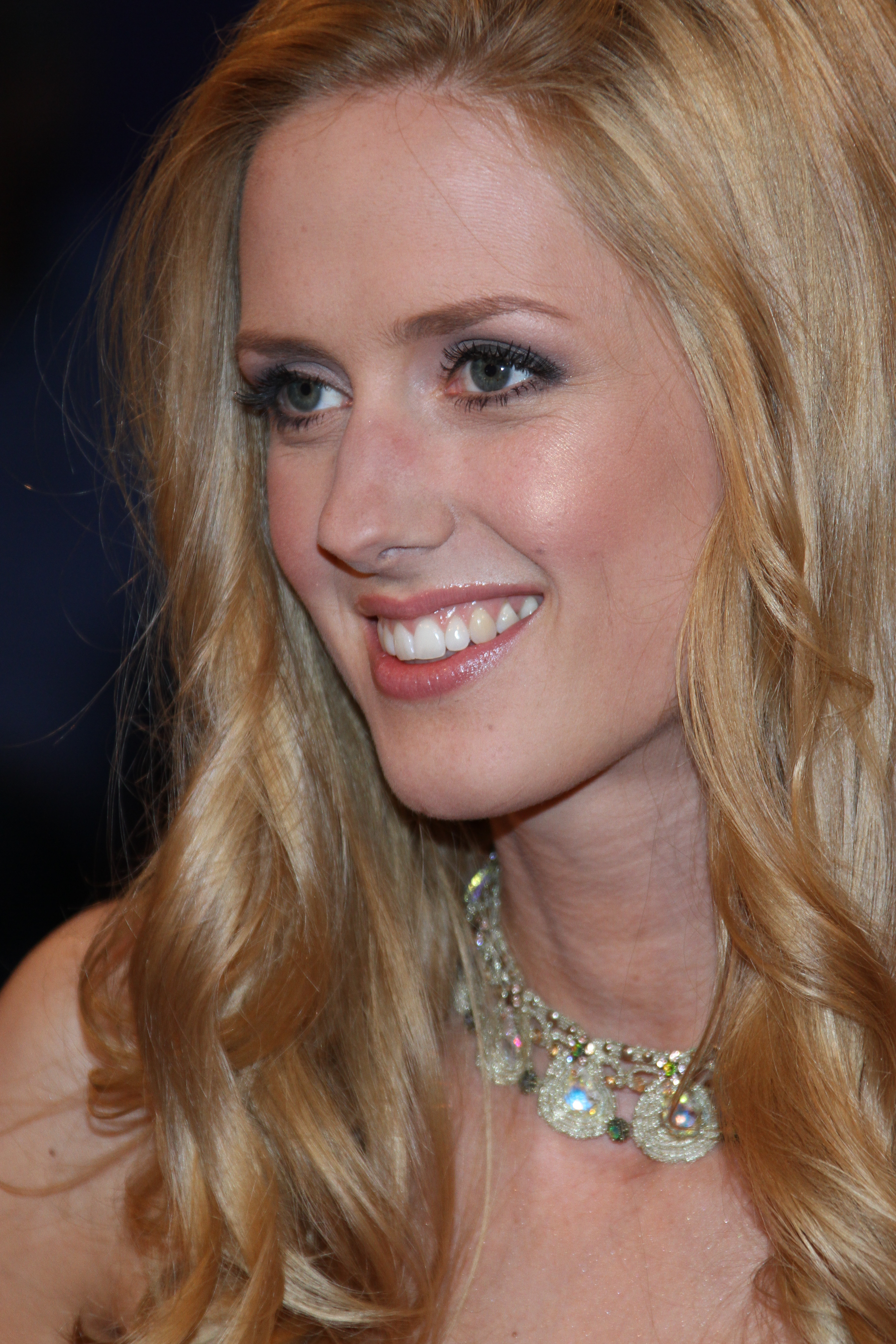
Wilma Elles (2012)

Wilma Elles (anhörenⓘ; * 18. Oktober 1986 in Köln), in der Türkei amtlich auch Aslı Elles, ist eine deutsch-türkische Schauspielerin.

## Leben
Wilma Elles wuchs mit zwei Schwestern und zwei Brüdern im Rheinland auf. Ihre Eltern sind Besitzer einer Maschinenbaufirma. Ab ihrem 10. Lebensjahr spielte sie im Schultheater. Sie legte ein bilinguales Abitur in Französisch auf dem Burgau-Gymnasium in Düren ab. Danach studierte sie Politologie, Islamwissenschaften und Theater-, Film- und Fernsehwissenschaften an der Universität Köln.
Elles spielte in Fernsehproduktionen und Filmen sowie am Theater im Hof in Köln. 2010 bekam sie ein Angebot für eine der Hauptrollen in der türkischen Fernsehserie Öyle bir geçer zaman ki und zog daher nach Istanbul. Da sie anfänglich noch kein Türkisch sprach, lernte sie den Text der Caroline phonetisch auswendig. Die mehrfach ausgezeichnete Serie erreichte in der Türkei hohe Beliebtheit beim Publikum. Die Serie wurde anschließend in 70 Länder verkauft, wie zum Beispiel Argentinien, Chile, Katar, Kolumbien und in die Vereinigten Arabischen Emirate. In den folgenden Jahren spielte sie Hauptrollen in den Serien Filinta, Gurbette Ask und Yeter.
Daneben spielte sie Rollen in Çanakkale Çocukları von Sinan Çetin und in El Yazısı. 2012 spielte sie Hauptrollen in den Kinofilmen „Laz Vampir“ und in der türkisch-amerikanischen Koproduktion „Tragedy“. 2015 wirkte sie in den türkischen Kinofilmen „Katran“, „Senden bana kalan“ und „Zilin Sesi“ mit.
Elles arbeitet als Fotomodel, so für die Zeitschriften Vogue, Elle, Tempo und Grazia sowie als Model, etwa bei der Istanbul Fashion Week, Berlin Fashion Week, Los Angeles Fashion Week und der New York Fashion Week.
Elles heiratete einen türkischen Geschäftsmann und wurde 2015 Mutter von Zwillingen. Elles lebt inzwischen getrennt von ihrem Ehemann. Seit 2016 besitzt sie auch die türkische Staatsangehörigkeit.

## Auszeichnungen
Für ihr Engagement zur türkisch-deutschen Freundschaft erhielt sie den Bosporus Award 2013. Wilma Elles wurde mehrfach mit Preisen als beste Serienschauspielerin, als auch Kinoschauspielerin ausgezeichnet, so zum Beispiel mit dem European Quality Award 2011, dem World Consumer Award 2012, dem EMö Preis 2013 und der Goldenen Palme der Türkei 2015. 2017 bekam sie mit den Preis als Beste Schauspielerin von den Altin Badem Awards. 2018 und 2019 wurde sie mit dem Preis als beste Schauspielerin von dem Moonlife Award, Dijital dünyanin enleri, İstanbul City Awards, dem Türkei-Azerbaidschan Freundschaftspreis, dem Lob 'in Turkey 32. İnternational Consumer Quality Award, European Success Award ausgezeichnet.

## Filmografie
- 2005: Das Puppenspiel
- 2005: Eine traumhafte Beziehung
- 2006: Ich und die anderen
- 2006: Speak my language
- 2007: Kill or be killed
- 2007: Der Kanon – The Principle
- 2007: Zeitgeflüster
- 2007: Heilige Konflikte
- 2007: Cauliflower Power
- 2007: Das Spielzeug

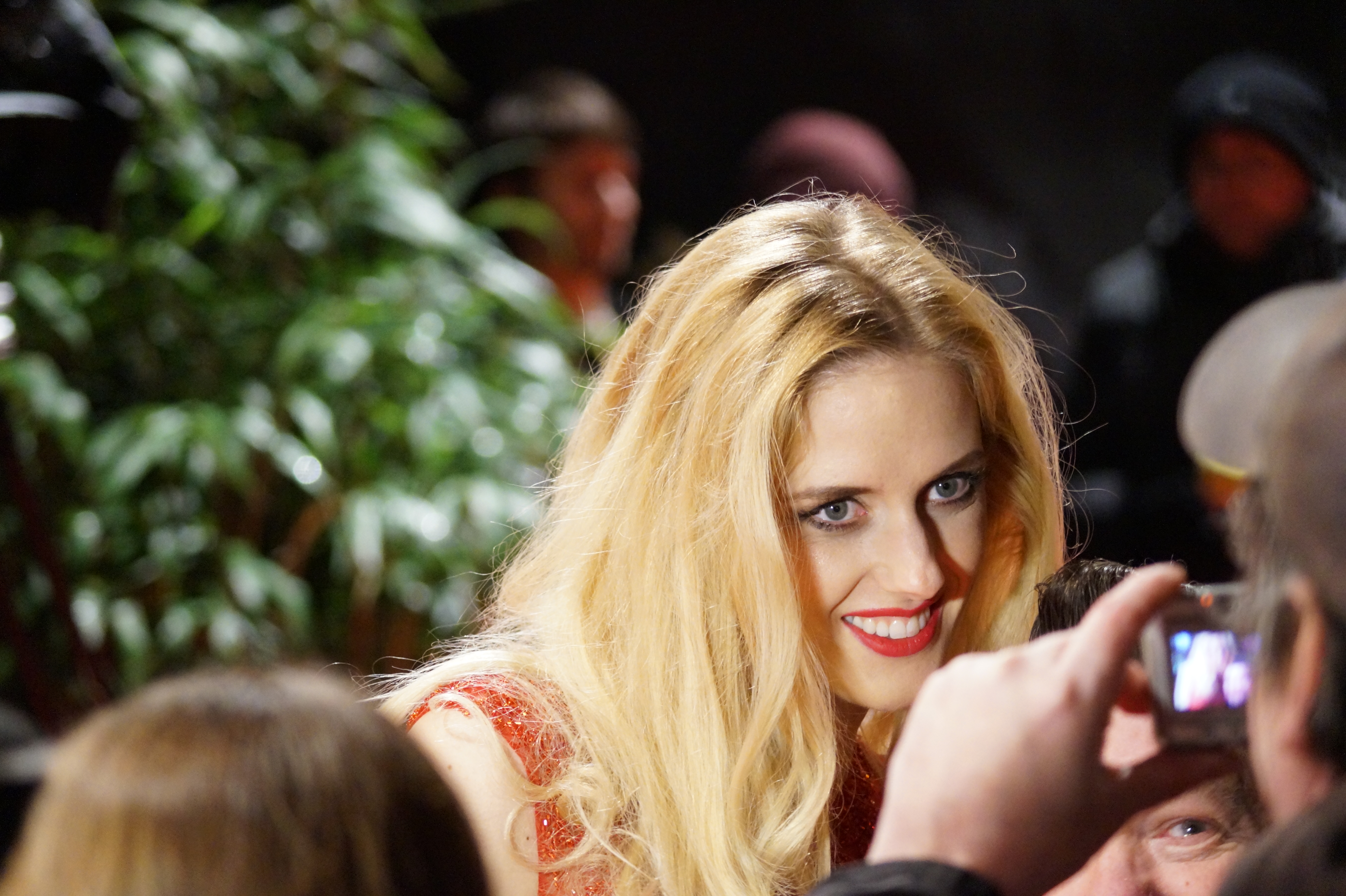
Wilma Elles, 2012

- 2007: Gameshow-Marathon, als Glücksfee
- 2007: Die Gustloff
- 2007: SOKO Köln
- 2007: Das Weinen davor
- 2007: Kommissar Stolberg
- 2008: Türk Usulü
- 2010: Das Ding
- 2010: Ihr mich auch
- 2010: Underworld Cats
- 2011: El Yazısı
- 2011: Çanakale Çocukları
- 2012: Laz Vampir
- 2012: Tragedy
- 2012: The End – A contract with the devil
- 2011–2013: Öyle Bir Geçer Zaman Ki
- 2013: Kahireli Palas
- 2013: Gurbette Aşk
- 2014: Kizilelma
- 2014: Seksenler
- 2015: Filinta (Serie)
- 2015: Zilin Sesi
- 2015: Senden bana kalan
- 2015: Katran
- 2015: Yeter (Serie)
- 2016: Emicem Hospital
- 2017: Havoc – Playing with Death: Meet the World’s Most Brutal Killer (Playing with Dolls: Havoc)
- 2018: Eyvah Karim
- 2018: Aglak Arif
- 2018: Yeni Yol
- 2018: Yeni Gelin (Serie)
- 2018: İslamophobia
- 2019: Silent Scream
- 2019: Loss of Grace
- 2019: Melody's Tune
- 2019: Aylan Baby
- 2019: Mendilim Kekik kokuyor
- 2021: Alarm für Cobra 11 – Die Autobahnpolizei: Erbarmungslos
- 2025: My Style Rocks Germany (Moderatorin)

## Theater
- 2002: Biedermann … Brandstifter
- 2002: Das Hohelied
- 2003: Top Dogs
- 2003: Bird Cage
- 2003: Arsen und Spitzenhäubchen
- 2003: Das Zieglein…
- 2004: Antigone
- 2004: Die Zoogeschichte
- 2006: Yard Girls
- 2006: Woyzeck
- 2006: Die Ratten
- 2009: Weihnachten in Transsilvanien
- 2010: Hänsel und Gretel
- 2014: Haydi Karina Kos